# Troctoceras occlusalis
Troctoceras occlusalis is een vlinder uit de familie van de grasmotten (Crambidae). De wetenschappelijke naam van de soort is voor het eerst gepubliceerd in 1905 door Paul Dognin.
Deze soort komt voor in Costa Rica en Ecuador.